# Madstock!
Madstock! è un album discografico live del gruppo musicale ska/pop britannico Madness, pubblicato nel 1992.

## Tracce
1. One Step Beyond – 3:29 (Cecil Campbell)
2. The Prince – 2:32 (Lee Thompson)
3. Embarrassment – 3:17 (Lee Thompson, Mike Barson)
4. My Girl – 2:57 (Mike Barson)
5. The Sun and the Rain – 3:24 (Mike Barson)
6. Grey Day – 4:59 (Mike Barson)
7. It Must Be Love – 3:38 (Labi Siffre)
8. Shut Up – 3:28 (Graham McPherson, Chris Foreman)
9. Driving in My Car – 3:22 (Mike Barson)
10. Bed & Breakfast Man – 2:28 (Mike Barson)
11. Close Escape – 2:52 (Lee Thompson, Chris Foreman)
12. Wings of a Dove – 3:16 (Graham McPherson, Carl Smyth)
13. Our House – 3:31 (Chris Foreman, Carl Smyth)
14. Night Boat to Cairo – 3:43 (Graham McPherson, Carl Smyth)
15. Madness – 3:10 (Cecil Campbell)
16. House of Fun – 2:52 (Lee Thompson, Mike Barson)
17. Baggy Trousers – 2:38 (Graham McPherson, Chris Foreman)
18. The Harder They Come – 5:44 (Jimmy Cliff)

## Formazione
- Graham McPherson (Suggs) – voce
- Mike Barson - tastiere
- Cathal Smyth (Chas Smash) – cori, tromba
- Chris Foreman – chitarra
- Lee Thompson – sassofono, cori
- Daniel Woodgate (Woody) - batteria
- Mark Bedford (Bedders) - basso